# Estádio
Der Estádio, das Stadium, war ein portugiesisches Längenmaß.
- 1 Estádio = 1173 ⅔ Palmo = 258,2067 Meter
- 8 Estádios = 1 Milha/Meile (klein) = 2065,653 Meter
- 24 Estádios = 1 Legoa/Meile (groß) = 3 Milhas/Meile (klein) = 6196,961 Meter